# ティアン・メイヤー
ティアン・メイヤー（Tian Meyer、1988年11月20日 - ）は、南アフリカ共和国出身のラグビーユニオン選手。

## プロフィール
- 南アフリカ・ピーターマリッツバーグ出身[1]。
- ポジションはスクラムハーフ(SH)。
- 身長 177cm、体重 85kg

## 来歴
ピューマズ、ライオンズ、ゴールデン・ライオンズ、グリクアズ、チーターズ、フリーステイト・チーターズ、シャークスを経て、2021年、NTTドコモレッドハリケーンズ大阪に加入。
2022年3月27日に行われたJAPAN RUGBY LEAGUE ONE第11節船橋・東京ベイ戦にて途中出場で日本での公式戦初出場を果たした。同年7月、NTT再編に伴う新チーム浦安D-Rocks選手スコッドに選ばれた。
2024年5月、浦安D-Rocksを退団。